# Ellen Landquist

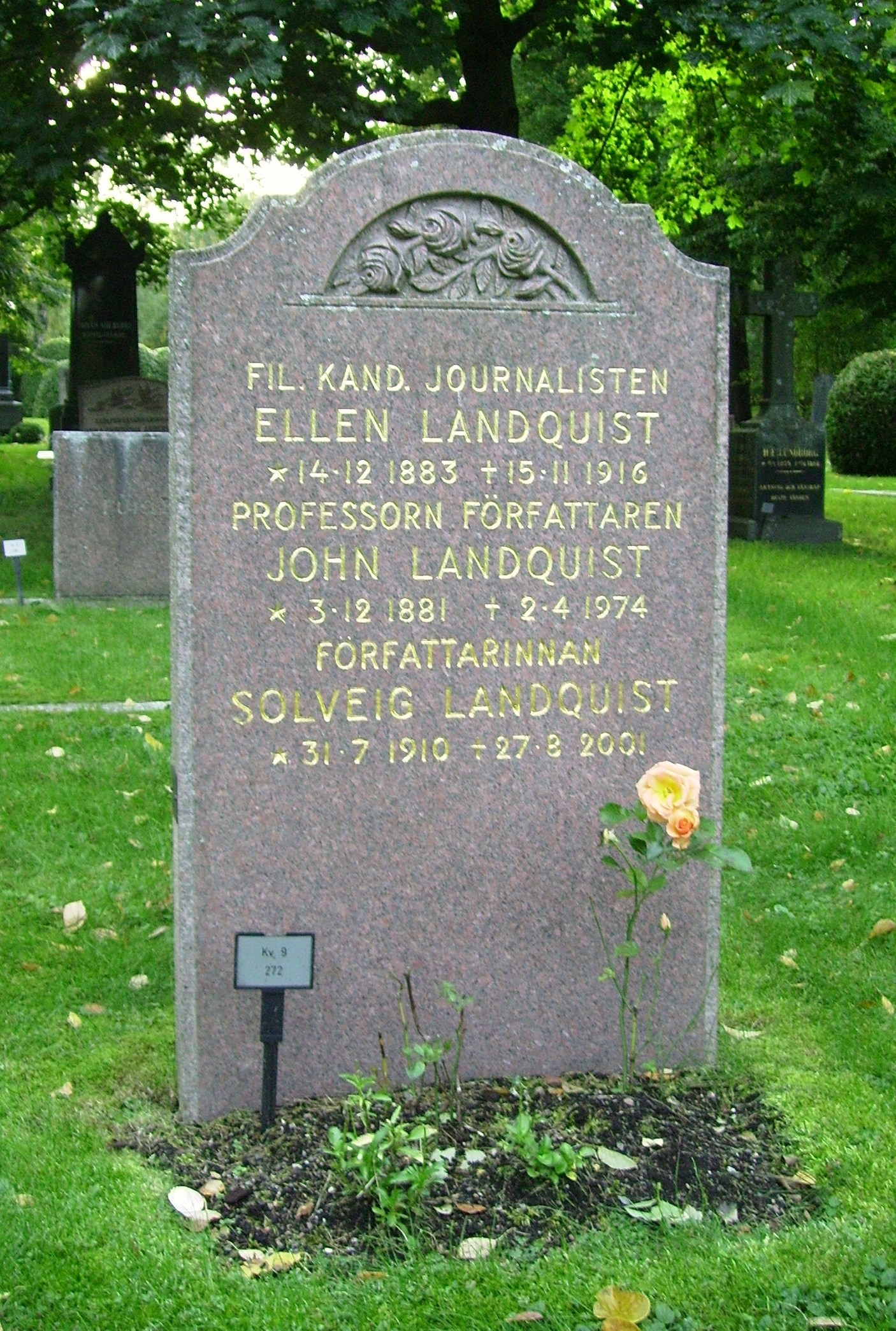
Gravvård Norra begravningsplatsen.

Ellen Maria Landquist, född 14 december 1883 i Stockholm, död 16 november 1916 i Stockholm, var en svensk journalist och författare. Hon skrev den första svenska kvinnliga studentromanen.

## Biografi
Ellen Landquists föräldrar var kyrkoherden Carl Axel Emil Landquist och hans hustru Maria Augusta Unér. Hon hade fem syskoen, varav en bror var militären Daniel Landquist och en annan den sedermera kände kritikern och professorn John Landquist. Enligt den senares memoarer var deras far outtröttligt verksam inte bara i församlingsangelägenheter utan också i barnens uppfostran med skolor, bibliotek, bespisning, bad och feriearrangemang.
Ellen Landquist studerade vid Uppsala universitet 1905–1910. Hon tillhörde den första generationens studentskor i Uppsala. Hon var mycket god vän med Lisa Rolf och Greta Beckius, två andra omtalade studentskor från denna tid.
Efter avslutade studier 1910 började Ellen Landquist arbeta som journalist på Svenska Dagbladet i Stockholm. Hon blev en del av den så kallade Ligan med medlemmar som Elin Wägner, Célie Brunius, Elisabeth Krey, Vera von Kræmer, Ester Blenda Nordström och Ellen Rydelius och spelade huvudrollen som undersökande reporter i Ligans mytomspunna satiriska film Hon fick platsen eller Exkonung Manuel i Stockholm, 1911, med manus av Elin Wägner.

### Romanen Suzanne
År 1915 gav Ellen Landquist ut romanen Suzanne, 1915, som skildrar studentlivet i Uppsala ur de unga kvinnornas perspektiv. Romanen bygger på Greta Beckius erfarenheter av kvinnlig sexuell utsatthet och besvikelse. Huvudperson Suzanne Dahlmark personifierar den nya kvinnan som får se drömmen om en jämställd relation krossad. Hon har föräldrarnas stöd när det gäller studier men är nära att krossas av de könsstrukturer hon kommer in i, i Uppsala. Det som sätter igång det destruktiva skeendet är ryktesspridningen. Suzannes första nederlag har att göra med den misstro hon som studentska och kamrat väcker. Den man hon älskar ger efter för förtalet och överger henne. Efter förlusten av den älskade våldtas hon av en manlig vän, kuratorn på nationen. Den sista stora besvikelsen är ett samlag med en äldre diktare. Vid åsynen av hans sovande, livlösa, ansikte upplever Suzanne tomheten i den erotik som bjuds.
Problemet för Suzanne är inte bara det hon är med om utan också de tabun som gör det omöjligt för henne att berätta om det. En stark bild för detta är en scen där hon sitter ensam uppe på Slottsbacken i Uppsala och betraktar soluppgången. Hennes kropp börjar skaka, ett skrik bryter sig fram: “och ingen hörde hur hon gav till ett lågt, brustet skri som pressat fram ur en djup, vild smärta”. Ellen Landquists romanfigur Suzanne överlever emellertid till skillnad från sin förebild, Ellen Landquists nära vän Greta Beckius, som tog sitt liv. I slutavsnittet kastar Suzanne den revolver som hon upprepade gånger tryckt mot sin tinning.
I Greta Beckius efterlämnade och fortfarande opublicerade roman, Marit Grene, är begreppet ”själsmord” centralt. “Att mannen förför kvinnor, överger dem, ja skändar dem, allt detta veta vi”, skriver hon i romanen, men det är de ofrivilliga och omedvetna brotten, de “tysta själsmorden”, som har sin grund i mannens självklara makt att definiera verkligheten, som är de mest förfärliga. Begreppet ”själsmord” kom också att knytas till Ellen Landqvists Suzanne och till lundastudenten Hildur Sandberg, som dog under märkliga omständigheter.
Ellen Landquists bror John Landquist, som var djupt involverad i de erotiska intrigerna i Uppsala, fungerade, tillsammans med sin hustru Elin Wägner, som litterär rådgivare och hjälpte sin syster att få romanen förlagd. När den utkom väckte den stort uppseende och ansågs av många djärv på gränsen till det oanständiga.

### Död och eftermäle
Romanen Suzanne blev Ellen Landquists enda verk, då hon året efter dess utgivning drabbades av anemi och avled. Hon var under 1900-talet en i stort sett bortglömd författare. År 2013 gavs dock Suzanne ut på nytt och många kom nu att se Ellen Landquist som en föregångare till Agnes von Krusenstjerna.
År 1922 skrev Elin Wägner romanen Den namnlösa, delvis inspirerad av Ellen Landquist.